# Ivana Trbojević
Ivana Trbojević (2000. július 26. –) szerb női válogatott labdarúgó. A Atrómitosz Athinón játékosa.

## Pályafutása
2023. március 11-én mutatkozott be a St. Mihály FC színeiben a Puskás Akadémia ellen. Második mérkőzésén, a következő fordulóban mesterhármasával biztosította be csapata győzelmét az Astra HFC ellen.
Kontraktusa lejártával visszatért korábbi csapatához a görög Atrómitosz Athinón együtteséhez.

### A válogatottban
2016-ban részt vett a U17-es Európa-bajnokságon, a korosztályos válogatottak mellett pedig a szerb futsal csapatban is szerepelt.
A felnőttek között Bulgária ellen, a 2020. október 27-én megrendezett barátságos mérkőzés 64. percében lépett pályára először a szerb nemzeti tizenegyben. Bemutatkozását a 89. percben szerzett találatával koronázta meg.

## Statisztikái

### Klubcsapatokban
2024. május 11-ével bezárólag
| Klub             | Szezon           | Bajnokság | Bajnokság | Kupa  | Kupa | Nemzetközi | Nemzetközi | Össz. | Össz. |
| Klub             | Szezon           | Mérk.     | Gól       | Mérk. | Gól  | Mérk.      | Gól        | Mérk. | Gól   |
| ---------------- | ---------------- | --------- | --------- | ----- | ---- | ---------- | ---------- | ----- | ----- |
| St. Mihály FC    |                  |           |           |       |      |            |            |       |       |
| 2022–23          | 10               | 8         | 1         | 0     | 0    | 0          | 11         | 8     |       |
| 2023–24          | 17               | 5         | 3         | 6     | 0    | 0          | 20         | 11    |       |
| Összesen         | Összesen         | 27        | 13        | 4     | 6    | 0          | 0          | 32    | 19    |
| Karrier összesen | Karrier összesen | 27        | 13        | 4     | 6    | 0          | 0          | 32    | 19    |

### A válogatottban
2020. október 27-ével bezárólag
| Válogatott | Szezon   | Mérk. | Gól |
| ---------- | -------- | ----- | --- |
| Szerbia    |          |       |     |
| 2020       | 1        | 1     |     |
| Összesen   | Összesen | 1     | 1   |

| Szerbia színeiben szerzett góljai | Szerbia színeiben szerzett góljai | Szerbia színeiben szerzett góljai | Szerbia színeiben szerzett góljai | Szerbia színeiben szerzett góljai | Szerbia színeiben szerzett góljai | Szerbia színeiben szerzett góljai | Szerbia színeiben szerzett góljai |
| --------------------------------- | --------------------------------- | --------------------------------- | --------------------------------- | --------------------------------- | --------------------------------- | --------------------------------- | --------------------------------- |
|                                   |                                   |                                   |                                   |                                   |                                   |                                   |                                   |
| Gól                               | Dátum                             | Helyszín                          | Ellenfél                          | Találat                           | Eredmény                          | Esemény                           | Forrás                            |
| 1                                 | 2020. október 27.                 | FSZSZ Sportközpont, Ópazova       | Bulgária                          | 2–0                               | 2–1                               | Barátságos mérkőzés               | [ 4 ]                             |